# Mujeres en Venecia
Mujeres en Venecia (título original en inglés The Honey Pot) es una película estadounidense dirigida en 1967 por Joseph L. Mankiewicz. Protagonizada por Rex Harrison, Susan Hayward, Cliff Robertson, Capucine, Edie Adams, y Maggie Smith, la película está basada en la obra teatral Mr. Fox of Venice, de Frederick Knott; la novela The Evil of the Day de Thomas Sterling; y más remotamente en la obra de teatro de 1606 Volpone, de Ben Jonson. La película se rodó en exteriores de Venecia y en los estudios Cinecittà de Roma.

## Sinopsis
El señor Cedil Fox (Rex Harrison), un millonario excéntrico, maquinador y aburrido, decide trasladar a su propia vida la farsa que propone la obra teatral Volpone de Ben Jonson, escrita en el siglo XVII. Fox fingirá que está a punto de morir, y por lo tanto, a punto de legar su fortuna, noticia que llevará a su palacio de Venecia a tres mujeres que fueron importantes en su pasado.

## Argumento
El excéntrico y rico Cecil Fox contrata al actor William McFly para que interprete a su secretario personal en una "broma pesada". Fingiendo estar en su lecho de muerte, Fox invita a tres ex-amantes a su palacio veneciano para una última visita: la empobrecida princesa Dominique, la estrella de cine en decadencia Merle McGill y la millonaria texana Lone Star Crockett Sheridan. Acompañando a la señora Sheridan está su enfermera, Sarah Watkins. Cada una de las mujeres le trae a Fox un valioso reloj como regalo: el de Sheridan, una elaborada antigüedad de porcelana; el de McGill, un gran bloque de cuarzo con esferas de reloj que indican la hora mundial; y el de la princesa, un reloj de arena heredado que supuestamente está lleno de oro precioso. McFly pronto se da cuenta de que la premisa de la "broma pesada" se basa en la trama del clásico teatral del siglo XVII de Ben Johnson, Volpone, en el que un estafador se hace pasar por un hombre moribundo para engañar a tres hombres que aspiran a heredar su fortuna, cada uno de los cuales lleva lujosos regalos. McFly, un ex-estudiante de derecho, comienza a sospechar los motivos detrás de la "broma pesada" y a preguntarse cómo su papel puede generar responsabilidad legal.
Las tres mujeres se evalúan mutuamente con cautela. Sheridan anuncia audazmente que las demás podrían irse a casa, ya que ella es la esposa de hecho de Fox y no pueden esperar heredar nada. Sin embargo, cuando Sarah regresa de una cita nocturna con McFly, durante la cual McFly la dejó sola en un restaurante durante más de una hora aparentemente para hacer una consulta telefónica importante, encuentra a Sheridan muerta por una sobredosis de pastillas para dormir, un aparente suicidio. El inspector de policía Rizzi investiga.
Sarah sabe que las pastillas que Sheridan había estado tomando son placebos, falsificaciones inofensivas. McFly ya le ha revelado a Sarah que Fox está perpetrando una farsa y que la broma final será la lectura del testamento, lo que le permitirá a McFly elegir al heredero. La "prueba positiva" son varias monedas de veinticinco céntimos del rollo de cambio perdido de Sheridan que Sarah encontró al registrar la habitación de McFly. Por lo tanto, sospecha que él no solo es el asesino, sino que también está conspirando para matar a Fox. Cuando Sarah se enfrenta a McFly, él la encierra en su habitación, diciéndole que es por su propia seguridad. Ella logra escapar a través de un montaplatos y advierte a Fox, informándole que ya se ha enfrentado a McFly. Sin embargo, la reacción de disgusto de Fox la desconcierta. La envía de regreso a su habitación.
A la mañana siguiente, Fox es encontrado muerto. McFly revela que Fox mató a Sheridan. Las monedas que Sarah encontró en la habitación de McFly fueron robadas por Fox, cuya avaricia no pudo resistirse a robar ni siquiera unas monedas pequeñas, y McFly las ganó de Fox durante una partida de póquer. A pesar de su fabuloso palacio, que estaba fuertemente hipotecado, Fox estaba en la ruina. Como marido de hecho de Sheridan, Fox conspiró para heredar su inmensa fortuna. Una vez que McFly se dio cuenta (y lo que es más importante, se lo contó a Sarah), Fox se dio cuenta de que lo arrestarían por el asesinato de Sheridan y eligió suicidarse. Como último acto de desdén, Fox había destrozado los relojes que le habían dado las tres mujeres. El reloj de arena de la princesa se encuentra vacío de su polvo de oro. Fox había sacado los centros de todos los bombones de una caja de bombones, los había llenado con el polvo de oro y se había tragado todo el contenido del reloj de arena. Rizzi se pregunta por qué Fox habría hecho esto, y McFly de repente se da cuenta de que Fox ha encontrado una forma de "llevarse una fortuna después de la muerte”. La princesa anuncia que el contenido del reloj de arena (una mera copia del original) era pirita barata, o “oro de tontos”. Sin que el elenco lo escuche, el espíritu de Fox continúa en la película como una voz en off y expresa su resentimiento por el hecho de que la princesa haya abaratado su gesto de despedida.
Sarah le pide “caprichosamente” a McFly que escriba su nombre en el testamento como heredera de la herencia “inútil” de Fox como recuerdo, y Rizzi firma como testigo. Después de que McFly cumpla, un divertido Rizzi lo felicita por su “generosidad”: si bien Fox puede haber estado profundamente endeudado, la herencia de Sheridan es tan grande que Sarah aun así emergerá como una mujer extremadamente rica. Sarah le informa al indignado McFly que se casará con él y le entregará el dinero una vez que reanude sus estudios de derecho y se convierta en abogado. El espíritu de Fox ahora expresa admiración por “la mujer anglosajona” por “el hurto” que Sarah por casualidad ha logrado llevar a cabo.

## Reparto
- Rex Harrison: Cecil Fox
- Susan Hayward: Mrs Sheridan
- Cliff Robertson: William McFly
- Capucine: La princesa Dominique
- Edie Adams: Merle McGill
- Maggie Smith: Sarah Watkins
- Adolfo Celi: El inspector Rizzi
- Hugh Manning: Volpone
- David Dodimead: Mosca